# موريطنية السطيفية
موريطانيا سيتيفينسيس أو موريطانيا السطايفية (بالإنجليزية: Mauretania Sitifensis)، كانت مقاطعة رومانية في إفريقيا البروقنصليّة شرق الجزائر وكانت عاصمتها سيتيفيس (سطيف حالياً).

## التاريخ

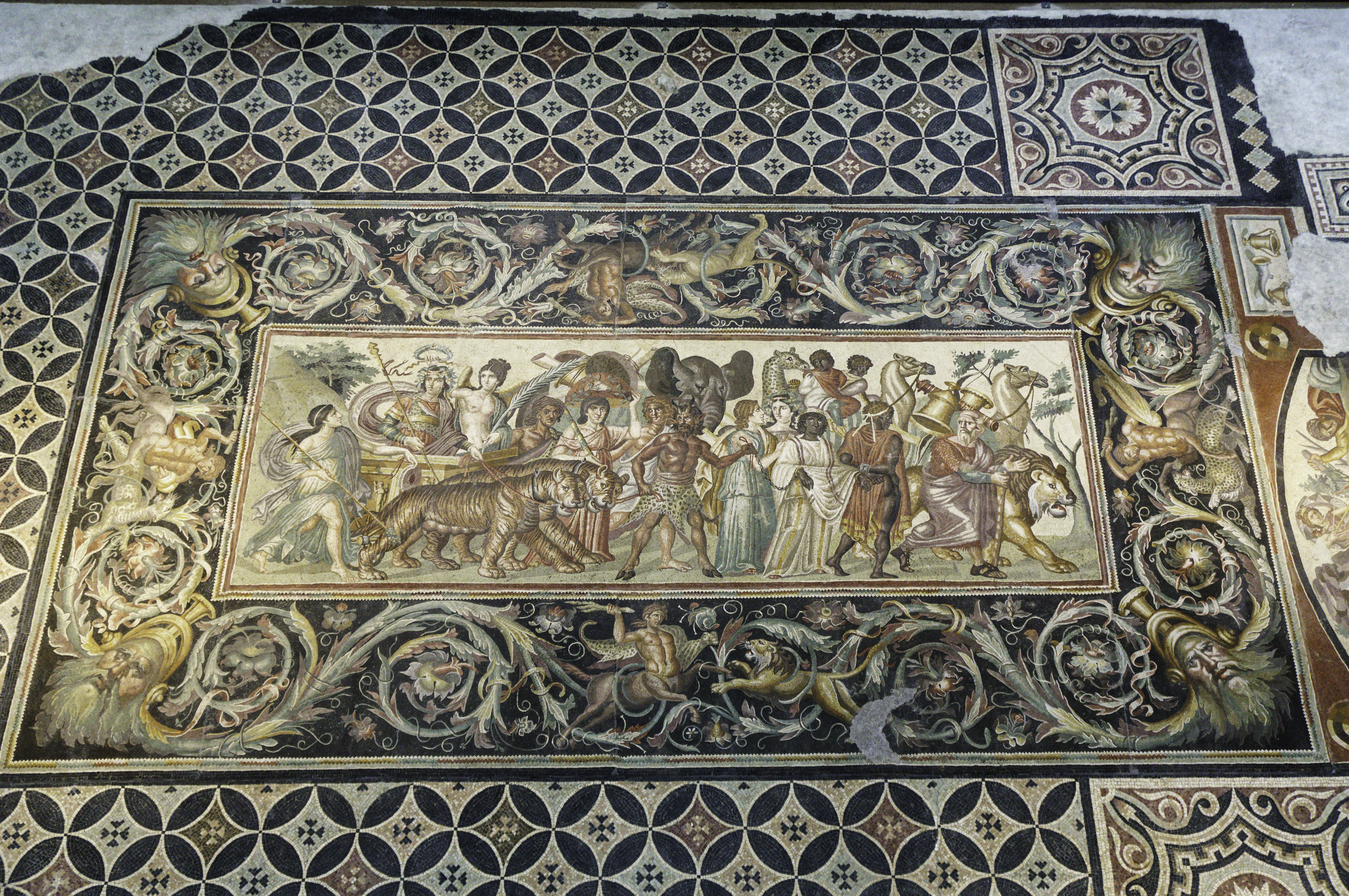
فسيفساء من حمامات الرومان بسيتيفيس (كما هو معروض في «متحف سطيف»)

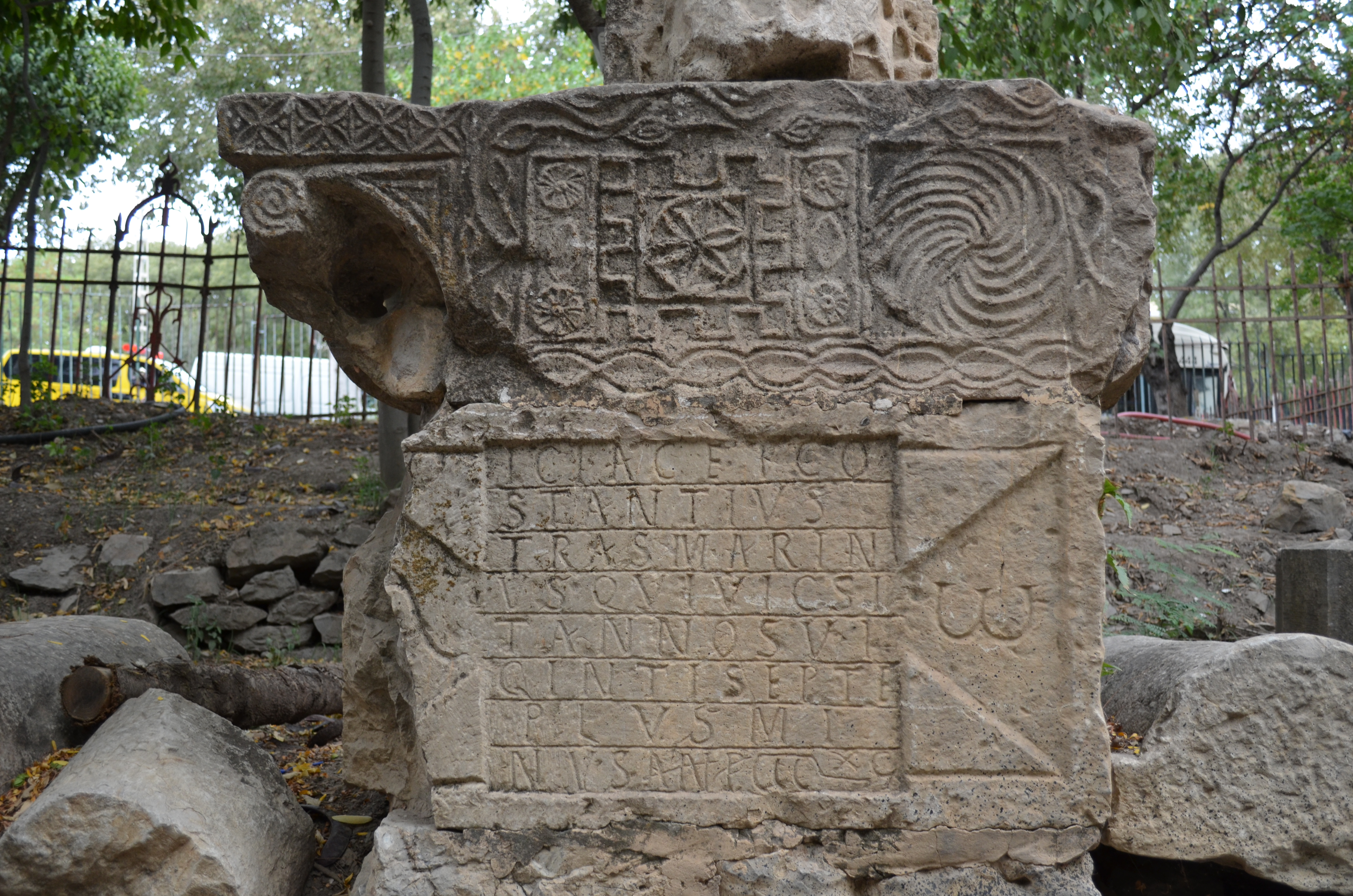
كتابة رومانية في سطيف

تأسست مقاطعة جديدة تدعى «موريطنيا سيتيفينسيس» نسبة لبلدة سيتيفيس (سطيف في الجزائر الحالية) في الجزء الأخير من الإمبراطورية الرومانية تحت حكم الإمبراطور ديوكلتيانوس، القسم الشرقي من موريطانيا القيصرية من صالداي إلى نهر أمبساغا
ضُمت «موريطنيا سيتيفينسيس» في عهد قسطنطين العظيم إلى أبرشية أفريقيا الإدارية في ولاية إيطاليا الامبراطورية، شهدت المقاطعة الجديدة تطوراً اقتصادياً هائلاً في القرن الرابع حتى غزو الواندال. تحدت الطائفة المسيحية الدوناتية في هذه المقاطعة الكنيسة الرومانية التي كانت الدين المحلي الرئيسي بعد قسطنطين، بينما كانت سيتيفيس مركزًا للميثرانية.
حتى 578 م حكمت ممالك بربرية تحت السيطرة الوندالية والبيزنطية معظم موريطنيا سيتيفينسيس مثل مملكة الطافا. فيما بقيت المنطقة الساحلية حول صالداي وسيتيفيس مرومنة بالكامل.
أسس الإمبراطور البيزنطي موريكيوس عام 585 م مقاطعة «موريتانيا بريما» وسحق «موريطنيا سيتيفينسيس» القديمة. أنشأ الإمبراطور موريكيوس في ذلك العام منصب ضابط «إكسرخس» الذي يجمع السلطة المدنية العليا (قائد برايتوري) والسلطة العسكرية (قائد الجنود) ويتمتع بحكم ذاتي كبير عن القسطنطينية، أُنشئ إكسرخسيتين الأولى في إيطاليا مركزها رافينا (تعرف بـإكسرخسية رافينا) والثانية في أفريقيا مركزها قرطاج وتشمل جميع الممتلكات الإمبراطورية في غرب البحر الأبيض المتوسط، كان جيناديوس أول إكسرخس لإفريقيا، عُيّن قائدًا لجنود أفريقيا عام 578 م فسرعان ما هزم مملكة غارمول الرومانية المورية في موريطنية ومدد أراضي «موريطنيا سيتيفينسيس». من بين التغييرات الإقليمية التي قام بها الإمبراطور موريكيوس، دُمجت كل من موريطانيا القيصرية وموريطنيا سيتيفينسيس لتشكيل المقاطعة الجديدة «موريتانيا بريما».
في البداية كانت مساحة موريطنيا سيتيفينسيس تبلغ 17,800 ميل مربع (46,000 كيلومتر مربع) وكانت لديها منتوجات زراعية جيدة (الحبوب، القمح، الشعير، الزيتون... إلخ)، تُصدر عبر ميناء صالداي. تقلصت المقاطعة تحت السيطرة البيزنطية إلى القسم الساحلي فقط إلى ثلث المساحة الأصلية فقط.